# Oceanapia cribrirhina
Oceanapia cribrirhina är en svampdjursart som först beskrevs av Jean Vacelet och Vasseur 1971.  Oceanapia cribrirhina ingår i släktet Oceanapia och familjen Phloeodictyidae.
Artens utbredningsområde är Madagaskar. Inga underarter finns listade i Catalogue of Life.